# Morton Air Services
Morton Air Services est l'une des premières compagnies aériennes britanniques privées et indépendantes créée après la Seconde Guerre mondiale en 1945. Elle exploite principalement des services réguliers régionaux sur de courtes distances dans les îles Britanniques et entre le Royaume-Uni et l'Europe continentale.

## Histoire

### Création
En 1945, le capitaine TW « Sammy » Morton, ancien pilote de la Royal Air Force, fonde Morton Air Services,. Avant la création de Morton, « Sammy » Morton avait mis en place des services réguliers entre l'aéroport de Croydon et l'Paris Le Bourget avec Amy Johnson dans les années 1930 ,.
Au début des années 1950, le capitaine Morton constitue une flotte d’avions Airspeed Consul (en) et De Havilland Dragon Rapide, qui sont complétés par des avions de ligne, de Havilland Dove, plus modernes, qui assurent des vols charters réguliers. Ceux-ci comprennent les travaux d’affrètement général, les services d’ambulance aérienne et les charters pour les courses hippiques. La régularité de ces derniers est telle qu'il s'apparentent à des vols réguliers. Puis, Morton obtient les droits de trafic lui permettant d'exploiter des services réguliers complets entre Croydon et les îles Anglo-Normandes, Deauville, Le Touquet-Paris-Plage et Rotterdam ,.
Morton a vendu une participation minoritaire d'environ 20 % à la compagnie aérienne indépendante rivale Skyways. Lorsque cette compagnie aérienne est reprise par la Lancashire Aircraft Corporation (LAC), une autre compagnie aérienne indépendante, LAC acquiert également la propriété de la participation minoritaire de Skyways dans Morton Air Services.

### Les années 1950
En 1953, Morton Air Services prend le contrôle de son rival indépendant Olley Air Service. Après la prise de contrôle de Olley Air Service, les activités de cette compagnie aérienne ont été entièrement intégrées à celles de Morton, mais le nom Olley survivra pour certains services jusqu'en 1963.

### Fusion et disparition
En 1958, la compagnie Morton Air Services est vendue à Airwork Services (en),. La même année, Airwork entame le processus de fusion avec Hunting-Clan Air Transport (en) pour former  British United Airways (BUA).
Le 30 septembre 1959, un avion de Havilland Heron (G-AOXL) de Morton Air Services assure le dernier vol régulier de passagers au départ de Croydon en direction de Rotterdam. Un De Havilland Heron, estactuellement (2011) présenté à l'entrée de l'hôtel aéroport de Croydon. Le lendemain matin, l'ensemble des opérations de la compagnie aérienne - y compris son siège social - est transféré à Gatwick.
Bien que les services réguliers de Morton soient intégrés aux opérations régionales de la BUA à la suite de la création de cette compagnie aérienne en juillet 1960, le nom de Morton survit jusqu'à l'achèvement de la réorganisation du groupe BUA en 1967/1968. Il disparaît, finalement, le 1er novembre 1968, le jour où Morton est absorbé par British United Island Airways (en), la nouvelle filiale régionale de la BUA,.

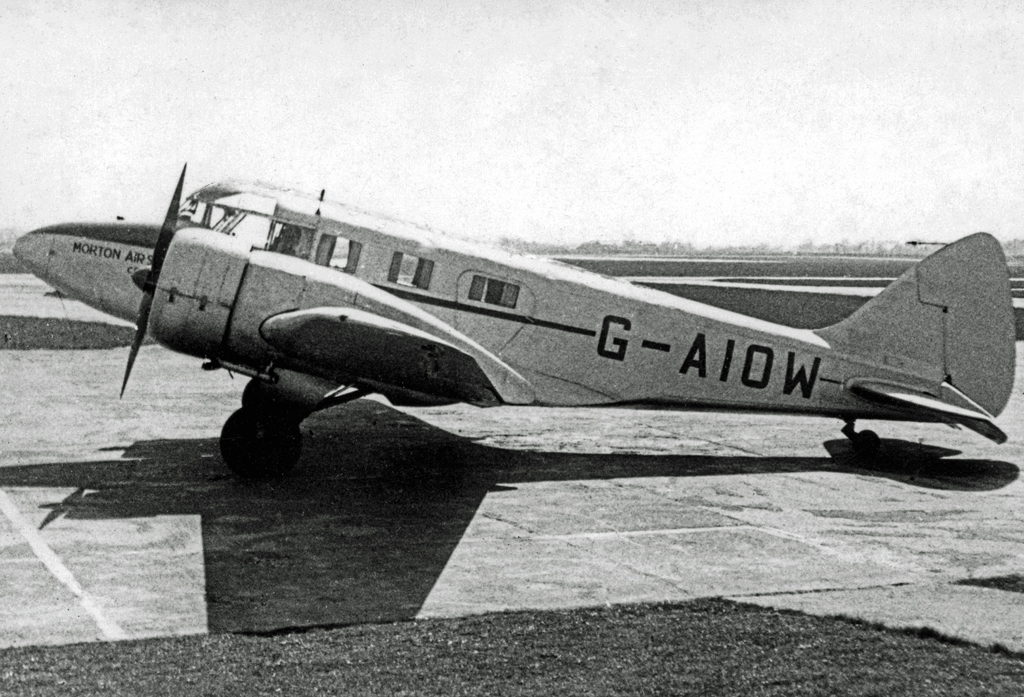
Airspeed AS.65 Consul G-AIOW Morton
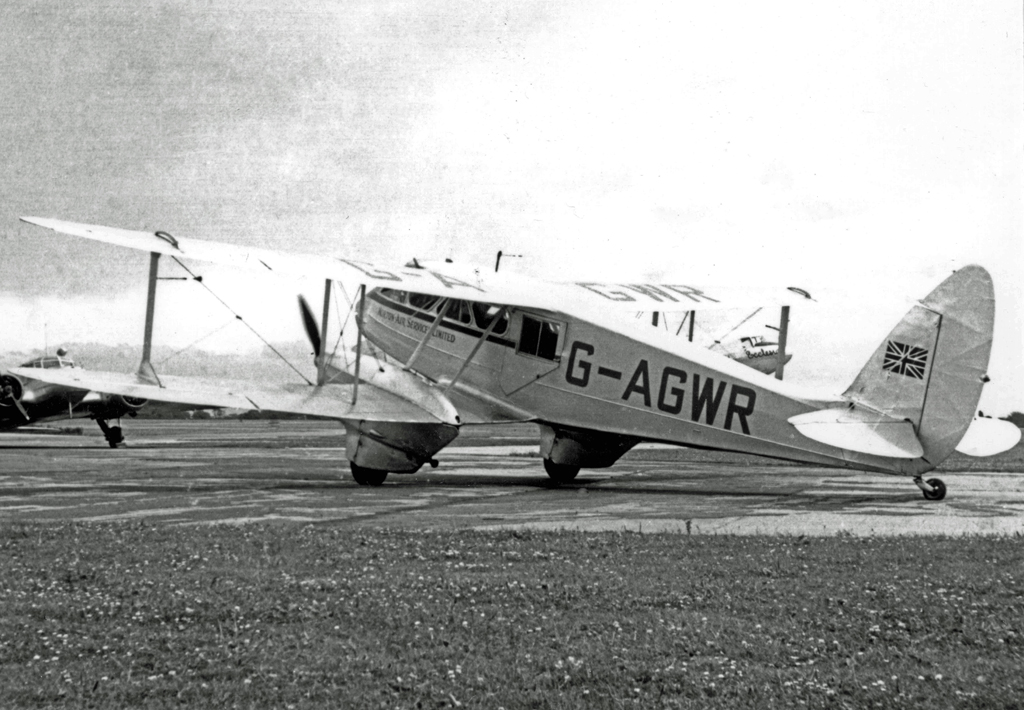
Un Morton De Havilland DH.89 Dragon Rapide à l'aéroport de Manchester en 1950.
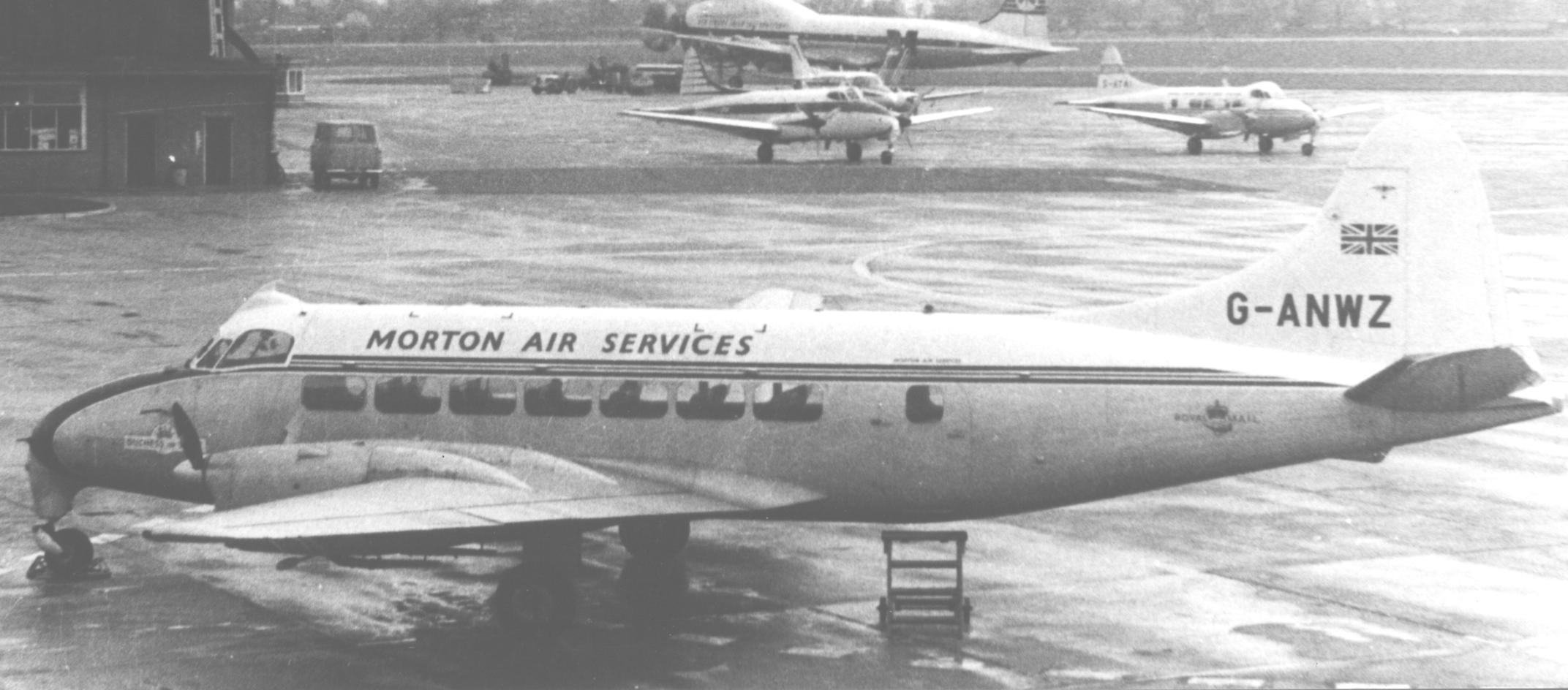
Un Morton DH 114 Heron 1B en 1965.
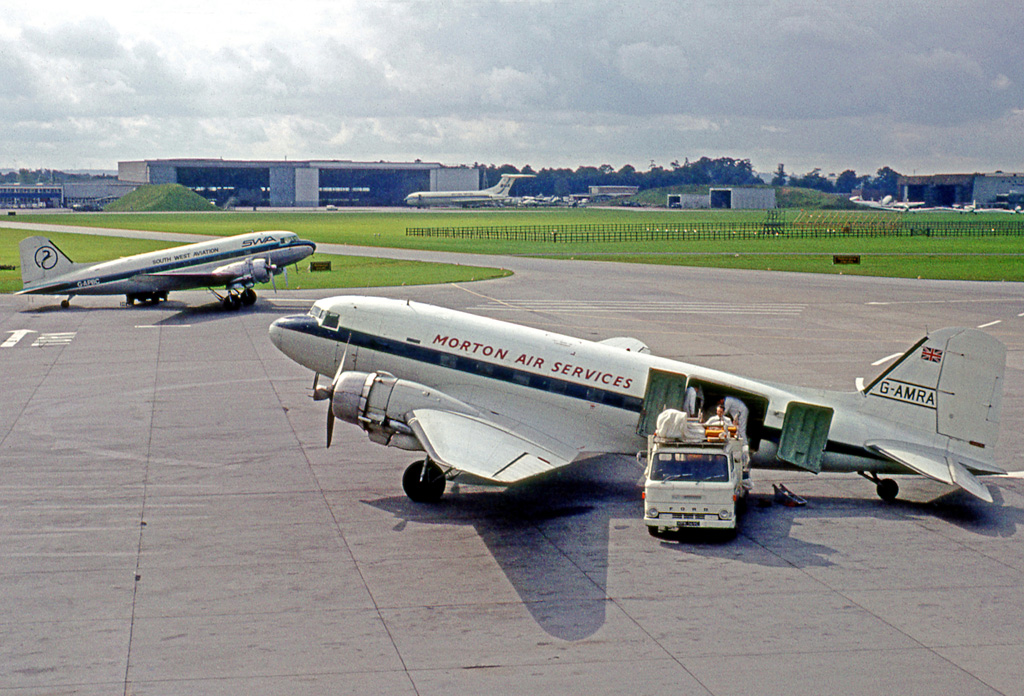
Un cargo Douglas C-47B Dakota de Morton Air Service à l'aéroport de Londres Gatwick en 1968.

## Détails de la flotte
Morton Air Services et Olley Air Service exploitent les types d’aéronefs suivants : 
- Airspeed Consul ;
- de Havilland DH 89 Dragon Rapide ;
- de Havilland DH 104 Dove ;
- de Havilland DH 114 Heron ;
- Douglas DC-3 / C-47.

### Flotte en 1958
En avril 1958, la flotte combinée de Morton Air Services et d'Olley Air Service compte 14 appareils.

## Accidents et incidents
Deux accidents mortels impliquant des avions de Morton Air Services sont enregistrés : 
- Le premier accident survient le 8 mai 1950. Il s’agit d’un Airspeed Consul (G-AHJX). L’appareil est détruit dans un crash au large de Guernesey, faisant quatre victimes[12] ;

- Le second survient le 14 juin 1952, un avion Consul (G-AHFT) s'écrase à Brighton à la suite d'une panne de moteur survenue entre Croydon et Le Mans. Les 6 passagers à bord, dont le pilote Lawrence Page, sont tués.

## Pour approfondir